# Мут-Ашкур
Мут-Ашкур — правитель г. Ашшура в XVIII веке до н. э.
Сын царя Ишме-Дагана I.
В обычном царском списке преемником Ишме-Дагана I назван Ашшур-дугуль. Документ VAT 9812 напротив называет Мут-Ашкура и после него Ре-му-…, которые в других списках оба не присутствуют. Некоторые историки готовы принять даже ещё третьего царя после Ре-ми-[кс], имя которого не сохранилось. Документы из Мари подтверждают вероятность правления Мут-Ашкура.
Также предполагают, что Мут-Ашкур и его наследники правили не в Ашшуре, а только владели Экаллатумом (в районе нынешней Хан-Шуреймии), вероятно, параллельно с Ашшур-дугулем и его наследниками, правившими в Ашшуре. Мут-Ашкур был, вероятно, посажен на престол Atumrum и правил, как марионетка Элама. Его вступление на престол, видимо, произошло в 31 — 33-й год правления Хаммурапи. Он и Ре-му-… правили 29 лет.